# Eldon Range
Eldon Range är en bergskedja i Australien. Den ligger i delstaten Tasmanien, i den sydöstra delen av landet, omkring 160 kilometer nordväst om delstatshuvudstaden Hobart.
Eldon Range sträcker sig 21,7 km i öst-västlig riktning. Den högsta punkten är 1 417 meter över havet.
I omgivningarna runt Eldon Range växer i huvudsak städsegrön lövskog. Trakten runt Eldon Range är nära nog obefolkad, med mindre än två invånare per kvadratkilometer. Genomsnittlig årsnederbörd är 2 407 millimeter. Den regnigaste månaden är september, med i genomsnitt 283 mm nederbörd, och den torraste är februari, med 92 mm nederbörd.